# العقود الدرية
العقود الدرية من مناقب شيخ الإسلام ابن تيمية كتاب ألفه العالم ابن عبد الهادي يتحدث فيه عن ابن تيمية ومناقبه وثناء العلماء عليه.

## نبذة عن المؤلف
محمد بن أحمد بن عبد الهادي بن عبد الحميد بن يوسف بن محمد بن قدامة المقدسي الجماعيلي الدمشقيي أبو عبد الله الحنبلي ولد عام (705 هـ -1305م) حافظ للحديث، عارف بالأدب، من كبار الحنابلة. أخذ عن ابن تيمية والذهبي وغيرهما. وصنف أكثر من سبعين كتابا يربو ما أتمه منها على مئة مجلد ومات قبل بلوغ الأربعين، ومن كتبه «المحرر في الحديث» «تنقيح التحقيق» «الصارم المنكي في الرد على السبكي» «العلل»، توفي (744هـ - 1343م) بظاهر دمشق ودفن بسفح قاسيون وكانت جنازته حافلة.

## نبذة عن ابن تيمية
تقي الدين أبو العباس أحمد بن عبد الحليم بن عبد السلام بن عبد الله بن أبي القاسم بن محمد ابن تيمية الحراني الحنبلي الدمشقي شيخ الإسلام. فقيه ومفسر ظهرت عليه علامات النجابة منذ صغره. فكان قوي الذاكرة سريع الحفظ. كان من أشد العلماء نقدا للفلسفة وعلم الكلام. وألف في ذلك كتبا ضخاما منها درء تعارض العقل والنقل والرد على المنطقيين. وناقش فيها أقوالهم بالحجة والبرهان.
كانت له مواقف في حرب التتار حيث شجع المسلمين والسلطان على حربهم وشارك في معركة شقحب. سجن عدة مرات في دمشق ومصر.
كان ابن تيمية صالحا مصلحا داعيا إلى الإصلاح والعودة إلى القرآن والسنة. وكان ذا باع طويل في اللغة العربية وعلومها والفقه وأصول الفقه والتفسير. وألف أكثر من ثلاثمئة كتاب في مختلف العلوم الإسلامية منها اقتضاء الصراط المستقيم، العقيدة الواسطية، منهاج السنة النبوية. توفي (728هـ - 1328م) في دمشق وخرج جميع أهل دمشق لتشييعه.

## اسم الكتاب
اشتهر الكتاب بالعقود الدرية لطول الاسم الأصلي فعندما يذكره العلماء يكتفون باسم العقود الدرية اختصارا ولشهرة الكتاب.

## منهج المؤلف
ابتدأ المؤلف كتابه بعد البسملة وحمد الله بترجمة حياة ابن تيمية ولم يضع مقدمات لكتابه ولا منهجه الذي سار عليه لكنه سار في كتابه وفق سير كتب التراجم ولم يتعرض لمباحث غير الترجمة إلا في القليل النادر وباختصار في ذلك.

## محتويات الكتاب
الكتاب يتحدث عن ابن تيمية وحياته ومناقبه وعلمه. وقد قسم المؤلف الكتاب إلى عدة أقسام هي:

### مصنفاتابن تيمية
ذكر فيه عدة كتب من تأليف ابن تيمية منها: الجواب الصحيح لمن بدل دين المسيح، الصارم المسلول على شاتم الرسول، السياسة الشرعية في إصلاح الراعي والرعية، الفرقان بين أولياء الرحمن وأولياء الشيطان، الرد على البكري. وبعض هذه الكتب في مجلدات كبار وبعضها رسائل.

### مناظرتان
تلخيص مناظرتين لابن تيمية في الحمد والشكر وابتدأ المصنف هذا الفصل بقول ابن الزملكاني في مدح ابن تيمية: «ولا يعرف أنه ناظر أحداً فانقطع معه».

### شجاعة الشيخ وبأسه عند قتال الكفار
ذكر فيه المؤلف مواقف ابن تيمية في مواجهة التتار وشجاعته في معركة شقحب.

### رسالة الشيخ إلى الملك الناصر
ذكر فيه المؤلف رسالة أرسلها ابن تيمية إلى الملك الناصر يذكر فيها ابن تيمية ما أنعم الله على السلطان وعلى أهل الإسلام بسبب الفتوح. كما صرح ابن عبد الهادي قبل ذكره للرسالة.

### إبطال أهل الطر الدجالين
ذكر فيه المؤلف إنكارابن تيمية على أهل البدع والطرق الضالة وكشف أمرهم للناس ثم ألف بعد ذلك كتابا في ذلك.

### محنة الشيخ
ذكر فيه محنة ابن تيمية وما تعرض له من سجن وتضييق وتنقله بين مصر ودمشق. وذكر فيه عفوه عمن ظلمه كما صرح بذلك المؤلف. وذكر رسائل من العلماء تدعو إلى كف الأذى عن ابن تيمية وإطلاق ساحه من السجن.

### بعض فتاوى الشيخ وترجيحاته واختياراته
ذكر فيه المؤلف بعض فتاوى ابن تيمية واختياراته الفقهية ومن أبرز ذلك مسألة شد الرحال لزيارة القبور.

### انتصار علماءبغدادللشيخ في مسألة شد الرحال للقبور
ذكر فيه المؤلف تأييد علماء بغداد فتوى ابن تيمية في تحريم شد الرحال للقبور وذكر رسالتهم بذلك.

### وفاة الشيخ بالقلعة وما كتب قبل موته
ذكر فيها عن حبس ابن تيمية بقلعة دمشق وأنه ألف هناك عدة كتب منها الرد على ابن الأخنائي المعروف بالأخنائية وغيرها من الكتب ثم منعت عنه الأوراق والحبر وغيرها قبل وفاته فأصبح إذا أراد أن يكتب كتب بالفحم ويقول ابن عبد الهادي إنه رأى بعض تلك الرسائل المكتوبة بالفحم وأورد نص بعض الرسائل التي اطلع عليها.

### مراثي العلماء والشعراءلابن تيمية
ذكر فيه المؤلف عشرين قصيدة قيلت في رثاء ابن تيمية وذكر مناقبه وغزارة علمه.
ثم ختم الكتاب بحمد الله والصلاة على رسول الله.